# مارتین ساتریانو
مارتین ساتریانو (به اسپانیایی: Martín Satriano)زادهٔ ۲۰ فوریهٔ ۲۰۰۱) بازیکن فوتبال اهل اروگوئه است که به باشگاه فوتبال لانس  بازی می‌کند.

## افتخارات

### باشگاهی
اینترمیلان
- سوپر جام فوتبال ایتالیا(۱): ۲۰۲۱

## آمار باشگاهی
| باشگاه                 | فصل                | لیگ                | لیگ  | لیگ | جام حذفی | جام حذفی | قاره‌ای | قاره‌ای | دیگر | دیگر | مجموع | مجموع |
| باشگاه                 | فصل                | دسته               | بازی | گل  | بازی     | گل       | بازی   | گل     | بازی | گل   | بازی  | گل    |
| ---------------------- | ------------------ | ------------------ | ---- | --- | -------- | -------- | ------ | ------ | ---- | ---- | ----- | ----- |
| اینترمیلان             | ۲۰۲۱–۲۲            | سری آ              | ۴    | ۰   | ۰        | ۰        | ۰      | ۰      | ۰    | ۰    | ۴     | ۰     |
| مجموع اینتر            | مجموع اینتر        | مجموع اینتر        | ۴    | ۰   | ۰        | ۰        | ۰      | ۰      | ۰    | ۰    | ۴     | ۰     |
| استاد برستوا ۲۹ (قرضی) | ۲۰۲۱–۲۲            | لیگ ۱              | ۱۵   | ۴   | ۱        | ۰        | _      | _      | _    | _    | ۱۶    | ۴     |
| مجموع استاد برستوا     | مجموع استاد برستوا | مجموع استاد برستوا | ۱۵   | ۴   | ۱        | ۰        | _      | _      | _    | _    | ۱۶    | ۴     |
| امپولی (قرضی)          | ۲۰۲۲–۲۳            | سری آ              | ۱۵   | ۱   | ۱        | ۰        | ۰      | ۰      | ۰    | ۰    | ۱۶    | ۱     |
| مجموع امپولی           | مجموع امپولی       | مجموع امپولی       | ۱۵   | ۱   | ۱        | ۰        | ۰      | ۰      | ۰    | ۰    | ۱۶    | ۱     |
| مجموع آمار             | مجموع آمار         | مجموع آمار         | ۳۴   | ۵   | ۲        | ۰        | ۰      | ۰      | ۰    | ۰    | ۳۶    | ۵     |